# جورجينا باير
جورجينا باير (بالإنجليزية: Georgina Beyer)‏ (من مواليد نوفمبر 1957) هي سياسية نيوزيلندية ونائبة سابقة في البرلمان النيوزيلندي عن حزب العمال النيوزيلندي. كانت أول رئيس بلدية متحول جنسيًا في العالم عندما شغلت منصب رئيسة بلدية كارترتون، وكذلك أول نائب برلماني متحول جنسيًا في العالم. وهي أيضًا من بين عدد قليل جدًا من المومسات السابقات اللاتي شغلن مناصب سياسية.

## النشأة
ولدت في عام 1957 في مستشفى ويلينغتون، نيوزيلندا لنولين (تاماتي) وجاك برتراند وتم تحديدها ذكرًا عند الولادة. وسميت على اسم جدها لأمها المقدم جورج برتراند الذي كان ثانيًا في القيادة في كتيبة الماوري. كان والداها يعيشان في هاتايتاي وقت ولادتها. وهي من أصول أوروبية وماورية (تي أوتي أوا، ونغاتي موتونجا، ونغاتي راوكاوا، ونغاتي بورو). أنجبت والدتها طفلها الثاني كارين لزوجها الأول في ديسمبر 1958. تم وضع كارين للتبني وقلة من أفراد الأسرة يعرفون أن والدتها كانت حاملاً للمرة الثانية. تم إرسال باير للعيش مع أجدادها في مزرعتهم في إقليم تاراناكي خلال هذا الحمل الثاني. تطلق والداها في عام 1962.
تزوجت والدتها مرة أخرى في عام 1962. وكان الزوج الثاني لوالدتها هو كولين باير وهو متخرج من كلية الحقوق. انتقل الزوجان إلى أبر هت. عادت باير البالغة من العمر الآن أربع سنوات ونصف لتعيش مع والدتها وزوجها. ولد شقيقها أندرو في ديسمبر 1963. التحقت باير بمدرسة أبر هت الابتدائية وبمدرسة نغيو منذ سن السابعة بعد أن انتقلت العائلة إلى ضاحية كروفتون داونز في ويلينغتون. تم إرسال باير إلى المدرسة الداخلية كلية ويليسلي مع تطور المشاكل الزوجية بين والدتها وزوجها حيث حاولت الانتحار وسط مشاعر الرفض من قبل والديها. التحقت في السنة الثانية بالمدرسة كطالبة يوم، حيث تم إغلاق مبيت الشباب. بعد فشل زواج والديها في عام 1971 كانت القيود المالية تعني أن المدرسة الخاصة لم تعد ميسورة التكلفة، والتحقت باير بكلية أونسلو في السنة الثالثة. ثم انتقلت باير مع والدتها وشقيقها أندرو إلى باباتويتوي لتكون قريبة عائلتها وأصدقائها، مع التحاق باير بمدرسة باباتويتوي الثانوية. قبل التسجيل، كان تغيير الاسم القانوني عن طريق الاستطلاع من «جورج برتراند» إلى «جورج باير» يعني أنه لا يلزم شرح الاختلاف في اسم العائلة في المدرسة. كما كان يُنظر إلى باير على أنها مفيدة اجتماعيًا لربطها بوالدها الناجح. بدأت باير التمثيل أثناء وجودها في تلك المدرسة وقررت الخروج منها وتركت المدرسة في سن 16 (ضد رغبة والدتها).
عاشت في أستراليا لبعض الوقت، وبدأت عند عودتها إلى نيوزيلندا في البحث عن عمل كممثلة وبلغت ذروتها بترشيحها لجائزة السينما والتلفزيون النيوزيلندية عن الفيلم التلفزيوزي «جيويل دارل» (بالإنجليزية: Jewel's Darl)‏ في عام 1987. خضعت باير في عام 1984 لجراحة إعادة تحديد الجنس.
أصبحت باير جزءًا من مشهد الملهى الليلي للمثليين في ويلينغتون، كمغنية دراغ كوين في البداية، ولاحقًا كعاهرة.
عملت كمذيعة إذاعية بعد انتقالها إلى كارتيرتون في وايرارابا. كانت باير مقدمة الأخبار المحلية وجزءًا من طاقم الإفطار الافتتاحي في محطة راديو «توداي إف إم» المملوكة حينها لبول هنري.

## الحياة السياسية

### السياسة المحلية
بدأت باير أيضًا في الاهتمام بالسياسة المحلية حيث فازت أولاً في الانتخابات لمجلس إدارة المدرسة المحلية ثم انتُخبت كرئيسة بلدية كارترتون في ويلنغتون في عام 1995 وشغلت هذا المنصب حتى عام 2000. مما جعلها أول رئيسة بلدية متحولة جنسيًا في العالم.

### البرلمان النيوزيلندي
تم اختيار باير في الانتخابات العامة النيوزيلندية 1999 كمرشحة عن حزب العمال النيوزيلندي لدائرة وايرارابا. فاجأت المعلقين السياسيين بفوزها بالناخبين ذوي الميول اليمينية النموذجية بأغلبية 3,033 صوتًا على زميلها السابق والمرشح عن الحزب الوطني في نيوزيلندا بول هنري، لتصبح أول نائب في البرلمان متحول جنسيًا في العالم.
أعادت باير التنافس في الانتخابات العامة النيوزيلندية 2002 على دائرة وايرارابا عن حزب العمال النيوزيلندي. أعيد انتخابها بسهولة بأغلبية بلغت 6,372 صوتًا.
قالت باير في مقابلة أجريت في ديسمبر 2002: «لقد طرحت أسئلة لن يضطر أي سياسي آخر للإجابة عليها. فيما يتعلق بالجراحة، ‹هل تؤلمني؟›، أو‹عندما تمارس الجنس الآن كامرأة، هل يختلف هذا عن ممارسته كرجل؟ حسنًا، يا عزيزي، طبعا هذا أكيد›.
في خطابها أمام البرلمان بشأن قانون إصلاح الدعارة 2003، عرّفت باير نفسها على أنها عملت في الدعارة سابقًا. كان لها الفضل في التأثير على ثلاثة نواب للتصويت على مشروع القانون الذي تم تمريره بأغلبية 60 صوتًا، مقابل 59 وامتناع واحد عن التصويت (60-59-1).

### الخطاب الأول
لدى أعضاء البرلمان المنتخبين حديثا الكلمة لمدة 10 دقائق لتقديم أنفسهم لزملائهم. وفيما يلي مقتطف من خطابها:

### وجهات النظر السياسية
```
تحدثت باير في المؤتمر الوطني لمنظمة 
يونيك أوتياروا
 («رابطة الطلاب المثليين«) في 
جامعة وايكاتو
، 
هاميلتون
، حيث كررت دعمها 
لمشروع قانون الاتحاد المدني
. ذكرت أنها لا تعتقد أن 
زواج المثليين
 سيكون قانونيًا في نيوزيلندا لمدة 20 عامًا على الأقل، وتخشى أن يواجه المثليون والمثليات في نيوزيلندا وقتًا مضطربًا يتم فيه استجواب الحقوق المكتسبة منذ 
قانون إصلاح قانون المثلية 1986
 ومهاجمتها. أصبحت عاطفية وهي تشير إلى معركتها الداخلية بين عضويتها في 
برلمان نيوزيلندا
، والتي وصفتها بأنها أقدم ديمقراطية «حقيقية» في العالم ، وتراثها 
الماوري
، عندما يتعلق الأمر 
بقانون الشواطئ الأمامية وقاع البحر 2004
، والتي صوتت لصالحه.
[
17
]
```

### حقوق الإنسان والهوية الجندرية
تم سحب مشروع قانون باسم باير من الاقتراع لمشاريع قوانين الأعضاء، وعرضه على البرلمان في عام 2004. كان القصد من مشروع القانون إضافة «الهوية الجندرية» إلى قانون حقوق الإنسان 1993، وبالتالي حظر التمييز ضد الأشخاص بسبب هويتهم الجدرية. كان مشروع القانون من سياسة حزب العمال في البيانين الانتخابيين لعامي 1999 و 2002، وأثار الجدل. أكدت باير أن مشروع القانون سيكفل حقوق الإنسان للأشخاص المتحولين جنسيًا، ويكتفى بتوضيح الأحكام الموجودة في القانون. كتب المحامي العام بالإنابة رأيًا قانونيًا أشار إلى أن المتحولين جنسيًا كانوا بالفعل ضمن نطاق قانون حقوق الإنسان ما أدى بباير إلى سحب مشروع قانونها.

## التقاعد
أعلنت باير في أوائل عام 2004 أنها لن تترشح في الانتخابات العامة النيوزيلندية 2005. ربما يكون التوتر مع لجنة ناخبيها التي عارضت آراء باير بشأن قاع البحر والشواطئ قد ساهم أيضًا في اتخاذ القرار. غيرت باير رأيها في سبتمبر وأعلنت أنها ستسعى للحصول على منصب في قائمة حزب العمال النيوزيلندي، دون إعادة التنافس على مقعد دائرة وايرارابا. وذكرت أن تجمعًا نظمته كنيسة المصير المحافظة الشهر الماضي قد أثر على قرارها لأنها تعتقد أنه يجب معارضة رسالة مثل هذه التجمعات.
استقالت باير من البرلمان في 15 فبراير 2007 وألقت خطاب الوداع أمام البرلمان في اليوم السابق. شغلت ليزلي سوبر منصب القائمة الشاغر.
صرحت باير في عام 2010 بأنها كانت تكافح ماليًا منذ تركها السياسة وكانت تتقدم بطلب للحصول على الرعاية الاجتماعية.
تم تشخيص باير بمرض الكلى المزمن في عام 2013 وتطلبت القيام بغسيل كلوي عدة مرات في اليوم حتى حصلت على زرع الكلى. أجرت باير عملية زرع كلى ناجحة في عام 2017 واستأنفت الظهور العام.

### ترشيح مانا تي تاي تونغا 2014
في 27 يوليو 2014، أعلن حزب حركة مانا أن باير سترشح نفسها لمانا في دائرة تي تاي تونغا في الانتخابات العامة النيوزيلندية 2014. حصلت على 9.87% من الأصوات، وهي رابع أعلى نسبة بعد حزب العمال النيوزيلندي وحزب الماوري و«حزب الخضر النيوزيلندي»، وقبل حزب تقنين القنب.
انتقدت باير تحالف «حزب الإنترنات -حركة مانا» (بالإنجليزية: Internet-MANA)‏. وأعربت عن حذرها تجاه كيم دوت كوم، معربة عن أنه «[كان] يستخدم سلطته وموقعه للسعي للانتقام من الأشخاص الذين أخطأوا في حقه»، وتمنت لو أنه سيأخذ المقعد الخلفي في الحملة الانتخابية. كانت منزعجة ظاهريًا من تأثير دوت كوم على الحزب وانتقدت علانية دوت كوم «لسحب الخيوط» وراء تحالف «حزب الإنترنات -حركة مانا». تعتقد باير أن العلاقة بينهما ليست مفيدة للطرفين. انتقدت باير ظاهريًا أن حزب حركة مانا لم تحصل المرشحات على معاملة متساوية في إطار الشراكة وأن حملتها كانت «فارغة» وبعد ذلك رفضت المشاركة في الجولة الوطنية.
تم تشخيص حالتها بأنها مصابة بالفشل الكلوي في المرحلة النهائية في عام 2013. وكان على باير أثناء الانتخابات غسيل الكلى أربع مرات في اليوم، سبعة أيام في الأسبوع حتى تلقيها لعملية زرع في عام 2017. اعتبرت باير ترشيحها لعام 2014 «طريقة لتعويض حزب الماوري عن التصويت على مشروع قانون الشاطئ الأمامي وقاع البحر». واعترفت لاحقًا بأن ترشيحها كان بمثابة خدمة شخصية لأحد معارفها وهو النائب البرلماني هون هارويرا. لم تتوقع باير شخصيًا فوزها، ورأت في الترشح «رحلة ممتعة للتجول حول الجزيرة الجنوبية».

## الخطابة

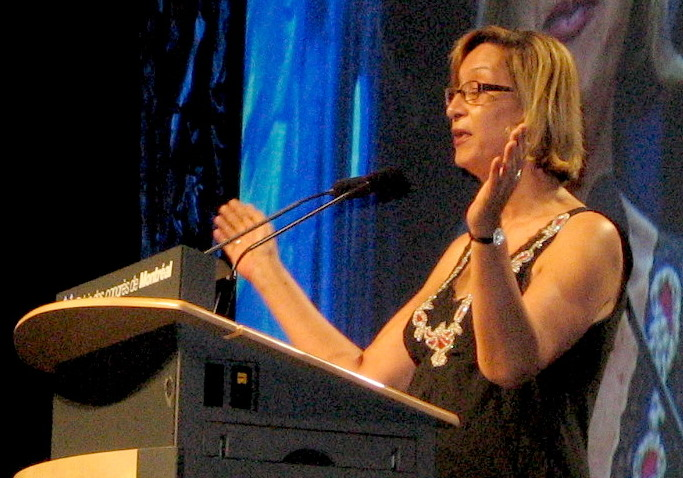
باير تتحدث في مؤتمر في عام 2006

كانت باير المتحدث الرئيسي في المؤتمر الدولي الأول حول حقوق الإنسان للمثليين والمثليات ومزدوجي التوجه الجنسي والمتحولين جنسيا في مونتريال في كندا في عام 2006 والمؤتمر الدولي الثاني حول حقوق الإنسان للمثليين والمثليات ومزدوجي التوجه الجنسي والمتحولين جنسيا في كوبنهاغن في الدنمارك في عام 2009 ، وكذلك في حفل منظمة إيغال كندا لحقوق الإنسان السنوي، الذي عقد في تورنتو في كندا في 24 سبتمبر 2010.
تمت دعوة باير كمتحدث في حدث عام في اتحاد أكسفورد للمناقشة بجامعة أكسفورد في 23 أكتوبر 2018 وفي جامعة كامبريدج في 31 أكتوبر 2018.

## الأوسمة والجوائز
تم تعيين باير عضوًا في نيشان الاستحقاق لنيوزيلندا في حفل تكريم عيد ميلاد الملكة 2020 لخدماتها لصالح حقوق مجتمع المثليين.

## أنظر أيضا
- حقوق المثليين في نيوزيلندا
- حقوق الإنسان في نيوزيلندا
- حقوق العاملين في الجنس